# Richard Arkwright Junior
Richard Arkwright junior (Bolton, 19 dicembre 1755 – 23 aprile 1843) è stato un imprenditore britannico, figlio del celebre Sir Richard Arkwright di Cromford, Derbyshire. Fu il finanziere di Samuel Oldknow di Marple e Mellor e suo amico personale. Suo figlio il capitano Arkwright sposò Francis Kemble, figlia del famoso direttore teatrale Stephen Kemble.

## Biografia
Richard Arkwright junior nacque a Bolton. Sua madre, Pazienza Holt, morì quando egli aveva solo pochi mesi di età ed il padre, Richard Arkwright, dopo aver cresciuto da solo il figlio fino a quando questi ebbe sei anni d'età, si risposò poi con Margaret Biggensin, con cui ebbe una figlia, Susan. La coppia divorziò dopo qualche anno, ma Richard Arkwright senior cercò ugualmente di seguire l'educazione dei figli.
Sir Richard aveva già brevettato il telaio ad acqua, un rullo-filatoio alimentata da acqua che aveva portato il procedimento di filare in una dimensione industriale, e così facendo aveva fondato il sistema di produzione di fabbrica. In un primo tempo Richard Arkwright Junior seguì le orme del suo illustre padre e sviluppò il sistema industriale della fabbrica ancora di più: era un organizzatore eccezionale della manodopera e dei macchinari per la lavorazione, ambizioso, forte e perseverante.
La ricchezza degli Arkwright non era solamente legata all'industria tessile, che tanto doveva a Richard senior. Con la morte di questi gran parte del patrimonio venne lasciato alla figlia di secondo letto, ai nipoti, e a varie organizzazioni di beneficenza, mentre il restante, tra cui un certo numero di manifatture, passò a Richard junior. Questi decise di concentrarsi sulle rendite bancarie ed immobiliari e per questo iniziò a vendere un certo numero di fabbriche per avere denaro contante da reinvestire in titoli di Stato e beni immobili. Questa salvò le ricchezze dell'uomo, quando dopo la morte di Napoleone si diffuse una profonda depressione economica in Gran Bretagna.
Nel 1804 entrò come socio nella banca di John Toplis ed alla morte di quest'ultimo, nel 1829, ne prese il pieno possesso, finanziando i signori locali, gli imprenditori ed i progetti della pubblica amministrazione: proprio come suo padre finanziò importanti lavori legati ai trasporti pubblici, in questo caso ferrovie  ed il canale di Cromfordin. Alla sua morte venne stimato in possesso di un patrimonio di oltre tre milioni di sterline, il che faceva di lui l'uomo borghese più ricco del Regno Unito.

## Il ritratto
Joseph Wright of Derby dipinse ritratti sia del padre che figlio, quest'ultimo in compagnia della famiglia. Nelle due opere si mostra la differenza che corre tra i due soggetti rispetto alla ricchezza. Il padre è seduto su una normale sedia e alle spalle ha la propria invenzione, fonte del suo nuovo status sociale mentre nel dipinto del figlio sua moglie e la loro bambina sono vestite con abiti costosi e alla moda e sullo sfondi si apre una veduta del parco padronale della famiglia. Le due opere sono rimaste a lungo esposte vicine nel Derby Museum and Art Gallery. Il ritratto di Richard Arkwright junior appartenne alla famiglia per molto tempo, ma venne venduto in un'asta da Sotheby's nel 2001. Nel 2003 fu vicino ad andare oltre oceano, negli Stati Uniti, ma il Derby City Museum diede l'avvio ad una campagna stampa perché il lavoro rimanesse nel proprio paese d'origine. La Arkwright Society condivise la preoccupazione per la possibile destinazione del dipinto e partecipò anch'essa attivamente alla campagna; e il dipinto è rimasto in Inghilterra.
Arkwright fu High Sheriff of Derbyshire nel 1801.